# Volkswagen Jetta
Volkswagen Jetta ( listen (ajutor·info)) este o mașină compactă / mică mașină de familie fabricată și comercializată de Volkswagen din 1979. Poziționată pentru a umple o nișă de sedan deasupra hatchback-ului Golf, a fost comercializată de peste șapte generații, în mod diferit, precum Atlantic, Vento, Bora, City Jetta, Jetta City, GLI, Jetta, Clasico și Sagitar (în China).
Jetta a fost oferit în versiuni berlină / sedan cu două și patru uși, precum și versiuni vagon / break cu cinci uși - toate ca patru sau cinci locuri. De la versiunea originală din 1980, mașina a crescut ca dimensiune și putere cu fiecare generație. Până la mijlocul anului 2011, aproape 10 milioane de Jetta au fost produse și vândute în toată lumea. În aprilie 2014, Volkswagen a comercializat peste 14 milioane de euro, devenind modelul său de top.
Odată cu lansarea unei noi generații în 2018, Jetta nu mai este disponibil în Europa, inclusiv în România.

## Legături externe
- Test Drive: VOLKSWAGEN Jetta 1.4 TSI (122 HP) - 2009 by Autoevolution.com
- VW JETTA (USA) Arhivat în 25 octombrie 2019, la Wayback Machine.